# フレッサ福岡
フレッサ福岡（フレッサふくおか）は、福岡県糸島市を本拠地に活動する社会人ハンドボールチームである。母体は一般社団法人フレッサ福岡。チームカラーはイチゴをイメージしたレッドとグリーン。日本ハンドボールリーグの下部リーグにあたるチャレンジ・ディビジョンの九州ブロックに所属。
2019-20年シーズンより日本ハンドボールリーグへの参入が決まった「ゴールデンウルヴス福岡」創設により活動休止。

## 概要
2015年創部。一般社団法人フレッサ福岡により、福岡県糸島市を本拠地とするハンドボールチームを創設。選手は、昼間帯は農業に従事し、就業後ハンドボールの練習を行っている。チームコンセプトは「農業×アスリートで地域に夢と元気と活力を」であり、アスリートと農業の抱える問題を解決するために活動を行うというコンセプトにより運営を行っている。
2016年1月にトライアウトを実施し、第1期メンバー10名が入団した。
2018年の日本ハンドボールリーグ参入を目指しており、チーム名のフレッサはスペイン語でイチゴを意味する。創部から4か月で、クラブハンドボール選手権西地区大会で優勝し、初タイトルを手にした。地元行政などとの連携も強めており、地域密着型実業団を目指している。2017年には新たに5名の新入団選手を迎えた。
2017-18年シーズンはチャレンジ・ディビジョンの九州ブロックに参加。同シーズンは九州ブロックを5勝1敗の1位で終え、決勝トーナメントへ進出。HONDAとの決勝戦まで勝ち進んだが、21対26で敗れ2位となった。
2018年8月1日に、2019年度より日本ハンドボールリーグへ加盟することが承認された。同年のジャパンオープンでは初優勝を果たした。
2019年から株式会社ゴールデンウルヴスの実業団チーム「ゴールデンウルヴス福岡」の創設により活動休止。

## スポンサー
- 株式会社イトキュー
- 株式会社やますえ
- 有限会社北伊醤油
- 株式会社グッドサポート
- 焼鳥明日楽
- 株式会社PLAVISION
- 株式会社Bits
- 株式会社High Speed Green
- 株式会社スタンプファクトリー
- 株式会社Itoitex
- 艇学

## 成績
| 年     | チャレンジ ディビジョン | 日本選手権 | ジャパンオープン | 国体       | クラブ選手権 西地区 |
| ------ | ----------------------- | ---------- | ---------------- | ---------- | ------------------- |
| 2016年 |                         | -          | -                | 県予選敗退 | 優勝                |
| 2017年 | 2位                     | 県予選敗退 | 準優勝           | 県予選敗退 | -                   |
| 2018年 | 2位                     | 県予選敗退 | 優勝             | 県予選敗退 |                     |